# 쿠로세 마나미
쿠로세 마나미(黒瀬 真奈美, 1991년 12월 25일 ~ )는 일본의 배우, 가수이다. 사이타마현 출신. 신장은 164cm, 혈액형은 O형.

## 약력
2006년 1월 9일 제6회 도호 신데렐라 오디션에서 3만 7,443명 중에서 그랑프리(대상)을 수상했다. 같은 해 영화 《러프 ROUGH》로 배우 데뷔.
2006년 12월부터 2007년 12월까지, TOKYO FM DIGITAL RADIO 701 〈The Rooms〉에서 이 오디션에서의 심사위원 특별상을 수상한 이케자와 아야카, 마스모토 유코 등과 퍼스널리티를 맡았다.
2007년 6월 출연 영화 《비잔》이 제10회 상하이 국제 영화제 경쟁 부문에 출품되어 이누도 잇신, 미야모토 노부코 등과 상하이에서 각 이벤트에 참가. 이 작품은 관객상을 수상했다.
2007년 7월기 연속 드라마 《아름다운 그대에게》(후지 TV)에 고정 출연해 드라마 데뷔.
2007년 제2회 갸오디션 주최의 《라이라의 모험 황금 나침반》 판타지 여주인공 오디션에 참가. 5,104명 중에서 2차 심사를 통과하고 준결승 12명까지 남았다.
2008년 8월 13일 자신의 작사도 다룬 싱글 〈추억 별/웃으며〉로 가수 데뷔. 할리우드 영화 《미이라 3: 황제의 무덤》의 일본 기자 회견에서 이 작품 일본어 버전 이미지 송의 〈추억 별〉을 부르며 첫 라이브를 실시했다.
2010년 6월 소속 사무실로부터 학업 우선을 이유로 예능 활동을 중단한다고 발표했다. 그 내용은 불명으로, 2017년 현재도 공식 발표 등은 없고, 사실상 은퇴한 상태이다.
이후 부동산 회사에 근무하면서 일반인으로서 삶을 살아왔으나, 2021년 3월부터 연예계 활동을 재개했다.

## 인물·에피소드
- 3세까지 사이타마현 한노시, 13세까지 도쿠시마현 요시노시·나루토시, 중학교 졸업까지는 가가와현 다카마쓰시에서 자랐다.

- 취미는 독서, 작사, 음악 감상, 노래, 그림 그리기, 특기는 서예, 장거리 달리기, 아와오도리(남자 춤)이다. 일본어 문장 능력 검정 5급, 영어 검정 준 2급의 자격을 보유하고 있다.

- 일반적인 일본인보다 홍채가 밝은 갈색으로, 처음 만나는 사람에게서 흔히 “하프 입니까?”라는 질문을 받지만, 순수 일본인이다.

- 양손잡이다. 원래는 왼손잡이, 어릴 때 젓가락과 연필을 사용한 손은 부모에게 오른손에 바꿔달라고 요청했지만 가끔 왼손잡이가 나와 버리는 일이있다.

- 아이들과 동물 (특히 개)를 좋아하고 음식은 바나나가 골칫거리. 여배우가 안됐을 경우에 미래에 보육사가 되고 싶었다. 본가에서는 잡종을 2마리 기르고 있다.

- 2005년 5월 어머니가 인터넷에서 도호 신데렐라 오디션을 알고 권유받은 것이 오디션을 본 계기였다. 결전 대회의 특기 피로는 kiroro의 〈베스트 프렌드〉를 불렀다. 심사위원 특별상의 마스모토 유코는 지역 예선 때 만나 친구가 되었다.

- 2007년 3월에 도쿄에 상경, 도내의 사립 고등학교에 입학. 마스모토 유코와 소속 사무실 및 기숙사에서 룸메이트를 하고 있었다.

## 출연 작품

### 영화
- 러프 ROUGH (2006년, 도호) - 도우카이린 미도리 역
- 비잔 (2007년, 도호) - 고노 사키코 (14세) 역
- 숨은 요새의 세 악인 THE LAST PRINCESS (2008년, 도호) - 미츠 역
- Love is ... Shine at 타이완 (2009년, 유니버설 뮤직) - 주연
- 제너럴 루주의 개선 (2009년, 도호) - 아키코 (자살 환자) 역

### 텔레비전 드라마
- 아름다운 그대에게~미남♂파라다이스~ (2007년 7월 ~ 9월, 후지 TV) - 이마이케 코마리 역
  - 아름다운 그대에게~미남♂파라다이스~ 졸업식 & 7과 1 / 2 화 스페셜 (2008년 10월 12일, 후지 TV)
- 스무살의 연인 (2007년 10월 ~ 12월, TBS) - 이노우에 리사 역
- 태양과 바다의 교실 (2008년 7월 ~ 9월, 후지 TV) - 키하야시 유나 역
- TV 아사히 개국 50주년 기념 드

라마 〈마쓰모토 세이쵸 탄생 100년 특별기획 『의혹』〉 (2009년 1월 24일, TV 아사히) - 시라카와 타마코 (중고생 시절) 역

## 그 외 출연

### 텔레비전 애니메이션
- 얏타맨 제24화 〈USA 선거는 대접전이다 결장!〉 (2008년 9월 8일, NTV) - 쿠로세 선생 (더빙)

### 라디오
- The Rooms (2006년 ~ 2007년, TOKYO FM 디지털 라디오 701ch) - 퍼스널리티

### PV
- SHOWTA. 〈소원 별〉 (2006년)
- 쿠로세 마나미 〈추억 별〉 (2008년)
- 쿠로세 마나미 〈웃으며〉 (2008년)
- 쿠로세 마나미 with 12명의 바이올리니스트 〈사랑 가상 곡〉 (2008년)
- 쿠로세 마나미 〈Love is ... Shine〉 (2009년)

## 서적

### 사진집
- 제6회 도호 신데렐라 사진집 〈with ..〉 (2008년, 분카사) - 제6회 도호 〈신데렐라〉 3명의 사진집 ISBN 978-4-8211-2689-7

### DVD
- 스케치북 오브 러프 나가사와 마사미 x 하야미 모코미치 영화 〈러프 ROUGH〉 탐색 DVD (2006년, 도호) - 출연·내레이션
- 쿠로세 마나미 Crescendo 크레센도 (2008년 2월 29일, 분카사)
- First!~short movie and video clips ~ (2009년 3월 25일, 유니버설 J)

## 음반

### 싱글 앨범
- 추억 별 / 웃으며 (2008년, 유니버설 J) - 양 A면 싱글
- 사랑 가상 곡 (2008년, 유니버설 J) - 〈쿠로세 마나미 with 12명의 바이올리니스트〉 명의
- Love is ... Shine / 졸업 (2009년, 유니버설 J)

### 정규 앨범
- 16세 (2009년, 유니버설 J)